# NGC 115
NGC 115는 조각가자리 방향에 있는 나선 은하이다. 지구에서 약 1억 5,000만 광년 떨어져 있다.